# 2015 у Миколаєві
| Роки в Миколаєві ← • 2001 • 2002 • 2003 • 2004 • 2005 • 2006 • 2007 • 2008 • 2009 • 2010 • 2011 • 2012 • 2013 • 2014 • 2015 • 2016 • 2017 • 2018 • 2019 • 2020 • 2021 • 2022 • 2023 • 2024 → |

2015 у Миколаєві — список важливих подій, що відбулись у 2015 році в Миколаєві. Також подано перелік відомих осіб, пов'язаних з містом, що померли цього року. З часом буде додано відомих миколаївців, що народилися у 2015 році.

## Населення
Чисельність наявного населення Миколаєва на 1 січня 2015 року склала 494,8 тис. осіб, що на 0,1 тис. осіб менше ніж 2014 (494,9).

## Події

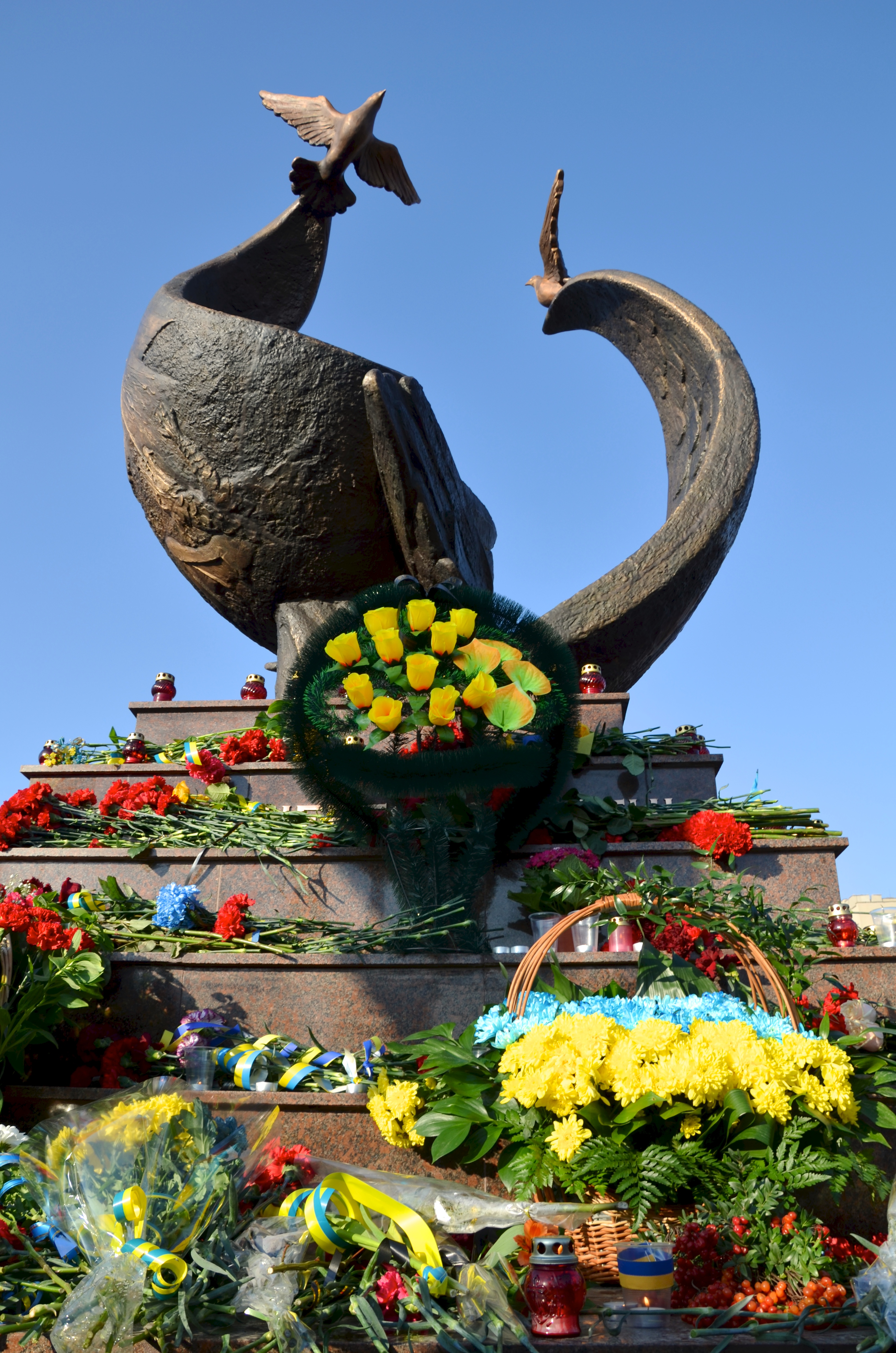
Пам'ятник Небесній сотні у Миколаєві

- У лютому за звинуваченням у розкраданні понад 2,5 млн доларів іноземних інвестицій Апеляційний суд Миколаївської області визнав винним першого мера Миколаєва Олександра Берднікова, що перебувавн на посаді з 1994 по 1998 рік, та призначив йому вісім років позбавлення волі з конфіскацією половини майна[3].
- 25 жовтня відбулися місцеві вибори у Миколаївській області, на яких обиралися депутати Миколаївської міської ради і Миколаївський міський голова. Мером міста було обрано Олександра Сєнкевича від партії Об'єднання «Самопоміч». За результатами виборів до Миколаївської міської ради найбільше місць отримала партія «Опозиційний блок» — 26, на другому місці опинилося Об'єднання «Самопоміч» — 10 місць, по 9 місць отримали «Блок Петра Порошенка „Солідарність“» і партія «Наш край».

### Засновані
- 36-та окрема бригада морської піхоти
- 406-та окрема артилерійська бригада
- 11-й окремий стрілецький батальйон

## Пам'ятки
- 20 березня в Миколаївському обласному шаховому клубі стартував відкритий чемпіонат міста Миколаєва з шахів під назвою «Меморіал Миколи Шелеста». Старт почався з відкриття двох меморіальних дошок. Одна з них присвячена почесному президенту Миколаївського обласного шахового клубу Олександру Олександровичу Подольському, який зробив вагомий внесок у розвиток шахового спорту Миколаївщини, друга — засновнику Миколаївського обласного шахово-шашкового клубу Миколі Васильовичу Шелесту[4].
- 2 травня в Миколаївському обласному яхт-клубі встановили меморіальну дошку почесному громадянину міста Миколаєва, капітану яхти «Ікар», яка здійснила навколосвітнє плавання і пронесла прапор України по всіх морях, — Борису Степановичу Немирову[4].
- З нагоди першої річниці трагічних подій на вулиці Інститутській у Києві в Миколаєві відкритий Пам'ятник Небесній сотні.

## Особи

### Городянин рокуі «Людина року»
Переможці не визначалися.

### Померли
- Батенко Олександр Іванович (6 грудня 1987, Миколаїв — 26 лютого 2015, Водяне) — солдат Збройних сил України. Один із «кіборгів».
- Бережний Микола Федорович (24 липня 1938, Матвєєв, Краснодарський край — 24 березня 2015) — український живописець та графік, член Національної спілки художників України. Заслужений діяч мистецтв України.
- Брюханов Микола Григорович (11 жовтня 1924 , Пензенська область, РРФСР  — 21 січня 2015, Миколаїв) — з 1966 до 1974 р.р. голова виконкому Миколаївської міської ради.
- Вегера Світлана Анатоліївна (21 березня 1947, місто Кривий Ріг, Дніпропетровської області — 2015, місто Київ) — українська діячка, радниця Президента України, керівниця Головної служби соціальної політики Секретаріату Президента України. Член ЦК КПУ у 1990—1991 р. Кандидатка економічних наук.
- Вербець Альберт Васильович (18 березня 1943, Салтиково Салтиковського району, сучасний Земетчинський район Пензенської області — 14 грудня 2015, Миколаїв) — заслужений артист України, член Національної Спілки письменників України, Спілки письменників Росії, актор театру та кіно.
- Гено Борис Олегович (16 серпня 1993, Миколаїв — 17 червня 2015, Красногорівка) — солдат Збройних сил України.
- Губарев Олексій Олександрович (29 березня 1931, с. Гвардійці Борський район Куйбишевська область, СРСР — 21 лютого 2015) — льотчик-космонавт СРСР, двічі Герой Радянського Союзу, генерал-майор, почесний громадянин Миколаєва.
- Губриченко Михайло Михайлович
- Дубовик Анатолій Олександрович (23 червня 1987, Велика Корениха — 25 червня 2015, Маріуполь) — солдат Збройних сил України. Загинув під час російсько-української війни.
- Зебек Володимир Євгенович (18 травня 1931, Миколаїв — 22 лютого 2015, Покровка, Очаківський район) — український живописець-мариніст.
- Зубчук Михайло Петрович (22 листопада 1967, Москва — 9 листопада 2015, Москва) — радянський та російський футболіст, півзахисник/нападник, який провів 94 гри за миколаївський Суднобудівник, забив 13 голів.
- Кашапов Артур Маратович (19 жовтня 1987 — 14 травня 2015, Миколаїв, Україна) — майор Збройних сил України, заступник командира батальйону 79-ї окремої аеромобільної бригади ЗС України.
- Кваша Олексій Дмитрович (30 вересня 1977, Миколаїв — 7 липня 2015, Луганське) — солдат Збройних сил України.
- Кравченко Олександр Анатолійович (10 серпня 1964, Миколаїв — 9 лютого 2015, Логвинове) — молодший сержант Збройних сил України, учасник російсько-української війни.
- Крючков Юрій Семенович (5 червня 1928, Миколаїв, УРСР — 19 жовтня 2015, Миколаїв, Україна) — інженер-механік з суднових паросилових установок, вчений в галузі динаміки і міцності суднових енергетичних установок і вітрильних суден, історик. Краєзнавець, один з головних дослідників історії міста Миколаєва, його архітектури, топоніміки, історичних особистостей, почесний громадянин Миколаєва.
- Ліхтарчук Анатолій Михайлович (19 грудня 1979, Велика Корениха, Миколаїв — 10 листопада 2015, Гранітне) — солдат 72-ї окремої механізованої бригади Збройних Сил України, учасник російсько-української війни.
- Лужецький Віктор Петрович (7 серпня 1926, Миколаїв — 5 червня 2015, Львів) — співак (бас), педагог, живописець. Заслужений артист УРСР.
- Мучник Лариса Львівна (31 липня 1956, Коростишів, Житомирська область — 5 лютого 2015, Миколаїв) — українська шахістка і дитячий шаховий тренер. Дворазова чемпіонка Української РСР (1980, 1983), триразова призерка чемпіонатів СРСР, шестиразова учасниця зональних турнірів чемпіонатів світу з шахів серед жінок. Міжнародний майстер, майстер спорту СРСР та України.
- Пєтухов Дмитро Юрійович (15 вересня 1992, Миколаїв — 20 січня 2015, Донецький аеропорт) — старший солдат Збройних Сил України, учасник російсько-української війни. Один із «кіборгів».
- Полуянов Валерій Григорович (7 лютого 1943 — 9 лютого 2015) — радянський футболіст, нападник. Майстер спорту СРСР (1969). У складі «Суднобудівника» виходив на поле у півфінальному матчі Кубка СРСР 1969.
- Скрипниченко Георгій Сергійович (12 листопада 1940, Миколаїв — 12 серпня 2015, Мінськ) — білоруський художник.
- Шведов Віталій Леонідович (22 жовтня 1940, Миколаїв — 20 травня 2015, Миколаїв) — радянський, білоруський та український тренер з фристайлу, заслужений тренер СРСР.
- Шеховцев Віктор Федорович (23 квітня 1940, Москва, СРСР — пом. 1 лютого 2015, Миколаїв, Україна) — радянський футболіст, що грав на позиції захисника та півзахисника. Майстер спорту СРСР. Найбільше відомий завдяки виступам у складі миколаївського «Суднобудівника».
- Шишков Михайло Федорович (17 жовтня 1921, с. Кальтовка, Іглінський район, Башкирська АРСР, СРСР — 5 вересня 2015, Миколаїв) — генерал-майор, морський льотчик, Герой Радянського Союзу. Заслужений військовий льотчик СРСР.